# Køleskab
Et køleskab er et apparat, som benyttes til at holde ting kolde. I dag har de fleste boliger i Danmark (og resten af den industrialiserede verden) et køleskab til at opbevare mad og drikke, og det står oftest i køkkenet.
Ved opbevaring af mad anbefales en temperatur omkring 3-5 grader C.
Køleskabet blev opfundet i 1876 af den tyske ingeniør Carl von Linde.
En amerikansk kvinde ved navn Florence Parpart bidrog omkring 1914 til at udvikle det moderne køleskab.
Køleskabe benytter et kølemiddel og en varmepumpe til at køle skabets indre.
I Europa sluttes køleskabet til en almindelig stikkontakt med 230 volt elektrisk spænding.
Et køleskab kan have indbygget lys, der tænder, når døren åbnes.
Varerne kan lægges/stilles på hylder, og i de fleste køleskabe er det muligt at regulere afstanden mellem hylderne. I døren er der hylder eller bokse ("multibokse") med høj kant for at undgå, at varerne falder ud, når døren åbnes. Hylderne og bredden af dem indstilles, så de passer til mælkekartoner og flasker.
Nederst har de fleste køleskabe en grøntsagsskuffe.
Moderne køleskabe kan have et display uden på døren med temperatur og mulighed for at regulere temperaturen elektronisk.
Et køleskab kan være bygget sammen med et svaleskab: Et køle/svaleskab eller køle/fryseskab. De to placeres over/under hinanden (o/u) eller sjældnere ved siden af hinanden (s/s).
I mindre køleskabe er fryseren blot et lille ekstra rum inde i selve køleskabet.
De største køle/fryseskabe, "Amerikanere", har fryseskabet ved siden af køleskabet og kan have indbygget ismaskine, som betjenes forfra uden at åbne døren.
Køleskabe laves også til 12 og 24 volt til biler og campingvogne.
Nogle kan køle ved brug af campinggas.
De fleste køleskabe i Danmark er som andre hårde hvidevarer 58-60 centimeter brede og passer således i et standardkøkkenskab. Nogle modeller kan monteres med en dør, der passer til resten af køkkenskabene.
Der findes køleskabe specielt beregnet til vinflasker.
Alternativer til køleskabe er for eksempel jordkælder.

## Energi
Køleskabe fra 2020 på omkring 350–400 liter kan have et nominelt energiforbrug på fra omkring 70 kilowatt-timer per år til omkring 100 kilowatt-timer per år.
Køleskabe i Danmark er energimærket.
Energimærkning er afhængig af køleskabets rumfang.
Man kan ikke altid stole på energimærkningen:
Nogle køleskabe (køle/fryseskabe) mærket med energiklasse A kan i uafhængige test måles til energiklasse B.

## Danske producenter
I Danmark produceres køleskabet Gram med hovedsæde i Vojens. Selskabet ejes af den polske Amica Wronki. Både Atlas og Vestfrost er eksempler på hedengangne danske køleskabsfabrikker.

## Klimaklasse
Et køleskab, fryser - eller kombineret køleskab og fryser - kan tændt tolerere fra en minimum omgivelsestemperatur til en maximum omgivelsestemperatur. Er omgivelsestemperaturen for lav, kan kompressoren i kompressor baserede køleskabe eller frysere slides og skades, da de ikke smøres korrekt. Er omgivelsestemperaturen for høj, kan kølesystemet ikke holde køleskabets eller fryserens temperatur lav nok. Under høje (danske) temperaturer (fx under hedebølger) er der risiko for, at omgivelsestemperaturen indendørs kan komme op over 32 °C.
| Klimaklasse | Klimaklassetekst       | Drifts omgivelsestemperatur interval |
| ----------- | ---------------------- | ------------------------------------ |
| N           | Normal                 | 16-32 °C                             |
| SN          | Subnormal              | 16-32 °C                             |
| SN/ST       | Subnormal / Subtropisk | 10-38 °C                             |
| SN/T        | Subnormal / Tropisk    | 10-43 °C                             |
| ST          | Subtropisk             | 18-38 °C                             |
| T           | Tropisk                | 18-43 °C                             |